# Куп Мађарске у фудбалу 1986/87.
Куп Мађарске у фудбалу 1986/87. (мађ. 1986–1987-es magyar labdarúgókupa) је било 47. издање серије, на којој је екипа Ујпешт Доже тријумфовала по 6. пут.

## Четвртфинале[3]
Четвртфиналне утакмице су игране по систему једна утакмица код куће и друга у гостима. Прва утакмица је играна 1. априла док је друга играна 15 априла 1987. године
| Тим #1             | Резултат             | Тим #2            |
| ------------------ | -------------------- | ----------------- |
| 1./15. април 1987. |                      |                   |
| МТК ВМ             | 5 : 3 (1 : 2, 4 : 1) | Дебрецен ВШК      |
| 1./15. април 1987. |                      |                   |
| Ујпешт Дожа        | 5 : 1 (2 : 1, 3 : 0) | Сомбатхељ халадаш |
| 1./15. април 1987. |                      |                   |
| ФК Ференцварош     | 1 : 2 (1 : 1, 0 : 1) | ФК Вашаш          |
| 1./15. април 1987. |                      |                   |
| Печуј МШК          | 1 : 2 (1 : 0, 1 : 1) | Видеотон          |

## Полуфинале
Полуфиналне утакмице су игране по систему једна утакмица код куће и друга у гостима. Прва утакмица је играна 27. маја док је друга играна 10. априла 1987. године
| Тим #1                   | Резултат                  | Тим #2      |
| ------------------------ | ------------------------- | ----------- |
| 27. мај и 10 април 1987. |                           |             |
| ФК Вашаш                 | 1 : 2 (1 : 0, 0 : 2 про.) | Ујпешт Дожа |
| 27. мај и 10 април 1987. |                           |             |
| Печуј МШК                | 4 : 3 (2 : 2, 2 : 1)      | МТК ВМ      |

## Финале
| Ујпешт Дожа                                                                               | 3 : 2    | Печуј МШК                                                                  |
| ----------------------------------------------------------------------------------------- | -------- | -------------------------------------------------------------------------- |
| Шандор Рошташ 10’ 86’ · Јожеф Кардош 50’ 68’ · Јожеф Колар 70’ (а.г.) · Золтан Кечкеш 82’ | Извештај | Балаж Берци 32’ · Арпад Тома 51’ · Јакаб Луц 42’, 62’ · Мартон Габор 88’ · |